# Corfinio
Corfinio (Pentima 
fino al 1928) è un comune italiano di 948 abitanti della provincia dell'Aquila in Abruzzo. Fa parte dell'unione dei comuni Terre dei Peligni.
In epoca antica fu abitata dai Peligni e durante la guerra sociale del 91-88 a.C. (condotta contro Roma dai popoli della penisola fino a quel momento a lei alleati, dopo che era stata loro rifiutata la concessione della cittadinanza) divenne capitale della Lega italica, venendo ribattezzata "Italica".

## Geografia fisica
La città si trova nella Valle Peligna, appena fuori dalle gole di Popoli Terme. Sulla piana si trovava la città romana, poi quella attuale, mentre il settore più alto è ai piedi del Monte Rotondo, ossia la seconda cima delle Montagne del Morrone. Il centro è lambìto dal fiume Aterno che passa in località Sant'Ippolito, oggi sede di un complesso industriale.

## Origini del nome

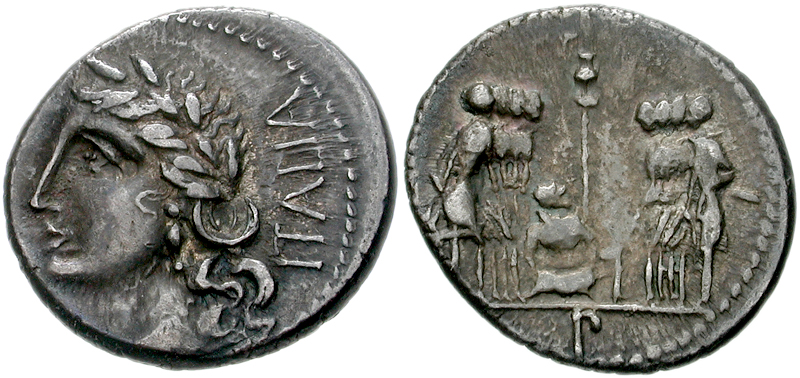
Moneta corfiniense, coniata durante la guerra sociale, con l'iscrizione "Italia", prima testimonianza epigrafica dell'utilizzo di tale termine in alfabeto latino

Fonti da Plinio il Vecchio dimostrano che il nome originale, con cui i romani chiamavano la città era Corfinium. Durante la guerra sociale, fu la capitale della Lega Italica. Dopo la conquista romana nel I secolo a.C. il nome fu cambiato in "Valva", in riferimento al territorio, così come sarà l'aggettivo nominale della Cattedrale di San Pelino; benché l'abitato vero e proprio dal X secolo d.C. assumerà il nome di Pentima. Nel 1928 verrà riadattato il nome originale di "Corfinio".

## Storia

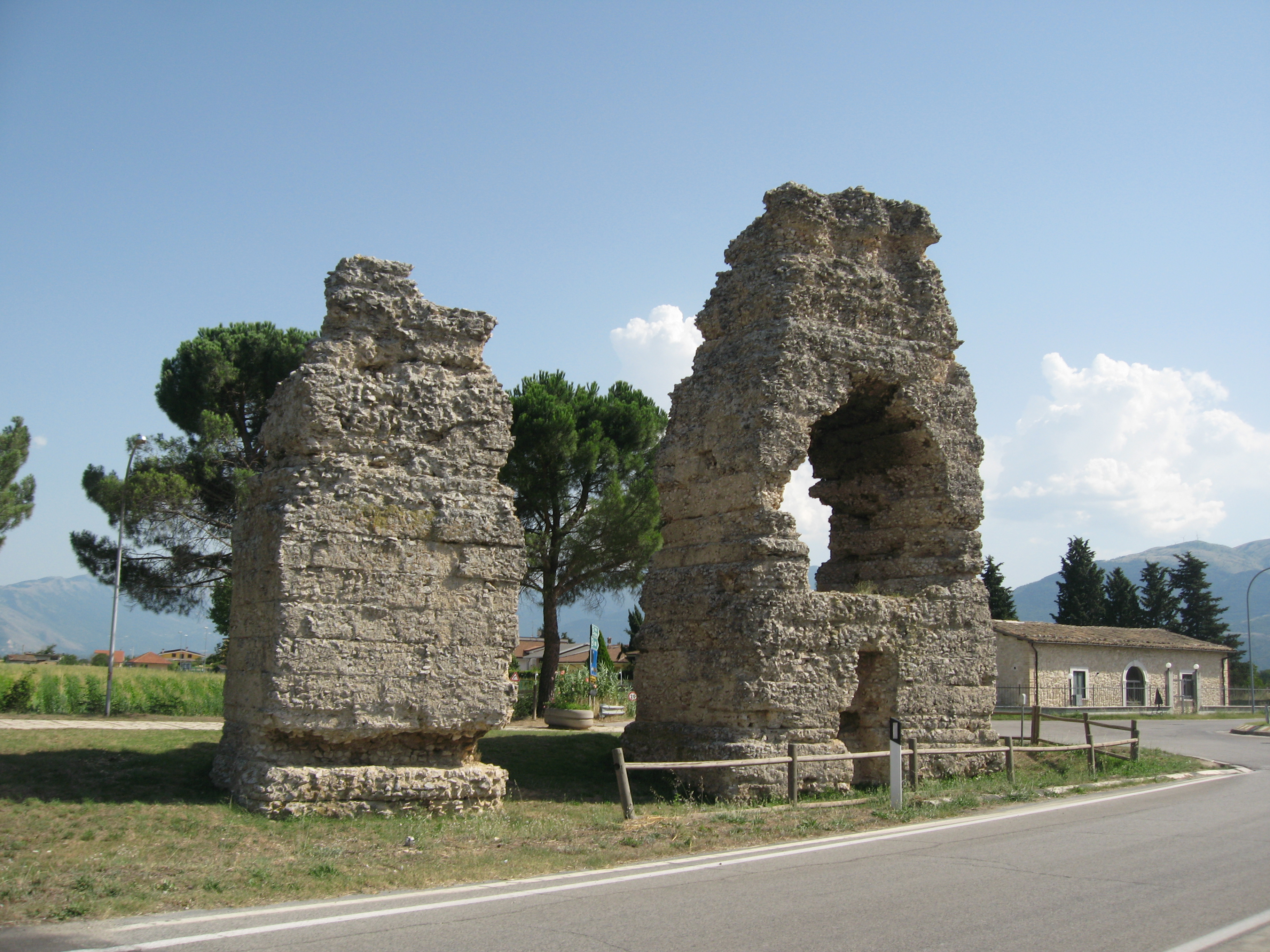
Morroni di Corfinium

### Epoca romana: Corfinium
Corfinio era una città del popolo dei Peligni, sita a ridosso della depressione del fiume Gizio ad est e quella del fiume Aterno a Nord, risalente oltre il IX/X secolo prima di Cristo. Raggiunge un potere economico-culturale già nel 480 a.C. instaurando, con le popolazioni Marse, Equi e Romani rapporti commerciali e molto spesso conflittuali. Nel 308/302 a.C. i suoi territori furono inglobati nella IV regione di Roma, pur conservando una certa autonomia.

### Guerra sociale e capitale degli Italici
Corfinio è stata la capitale della Lega Italica durante la guerra sociale contro Roma, venendo temporaneamente rinominata Italica. Qui vi fu coniata una moneta d'argento con la scritta Italia sulla faccia principale insieme con l'immagine di una donna coronata di alloro, mentre sull'altra faccia recava l'immagine del sacrificio di una scrofa da parte di personaggi in abito militare, simbolo di patto confederato. Il generale Romano Gneo Pompeo Strabone, dopo la sconfitta della città nell'88 a.C. disse: "At te Corfinium circumdata validis muris'".

### Epoca medievale
Il vecchio borgo romano, a partire dal IX secolo, venne ricostruito lentamente sotto forma di planimetria medievale. Fuori dal centro, presso un tempio, venne edificata l'attuale Basilica di San Pelino. Immediatamente il complesso si impose come struttura dominante della zona, e divenne nel 700 concattedrale, insieme con Sulmona: in questo anno, infatti, Papa Sergio I nominò Panfilo vescovo di Corfinio e Sulmona. Con l'eremitaggio di Pietro da Morrone, nel XIII secolo fu costruito l'Eremo di San Terenziano, posto in alto il paese.

### Terremoto del 1706 e rinascita culturale
Nel 1706 un terremoto sconvolse la valle Peligna, distruggendo gran parte del borgo medievale di Corfinio. Anche San Pelino fu danneggiata, e ricostruita all'interno in forme barocche. Nel XIX secolo nacque il filologo Antonio De Nino, molto famoso in loco, che si occupò di riscoprire il glorioso passato di Corfinio, finanziando campagne di scavo. Furono ritrovati i due Morroni funebri presso San Pelino, e la pianta dell'anfiteatro romano nella piazza del borgo. Numerose statuette furono conservate nella sua collezione privata. De Nino si spostò anche a Sulmona e nelle Gole del Sagittario ad Anversa degli Abruzzi nel 1894, stringendo amicizia con Gabriele D'Annunzio.

## Monumenti e luoghi d'interesse

### Concattedrale di Corfinio

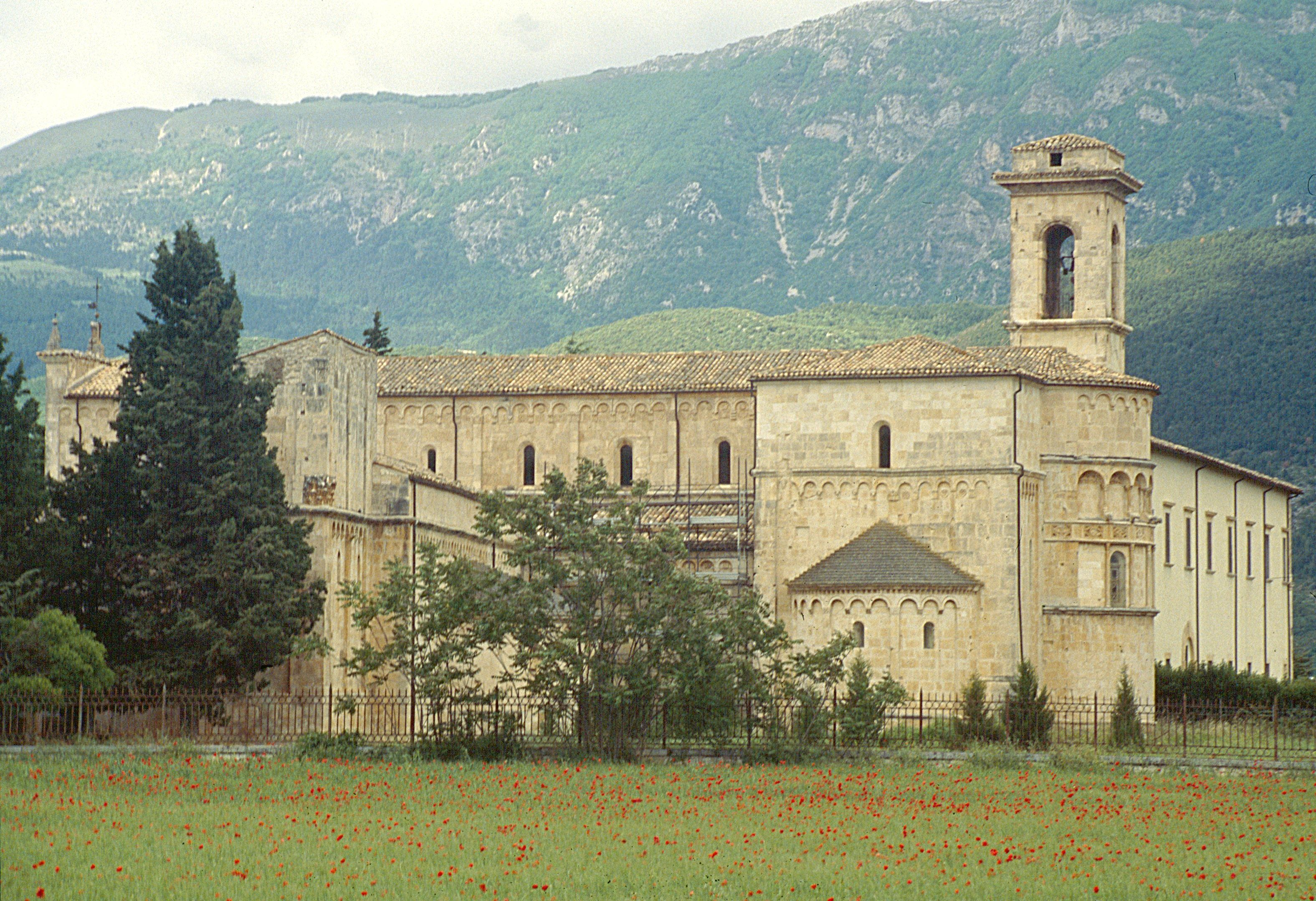
Concattedrale di Corfinio

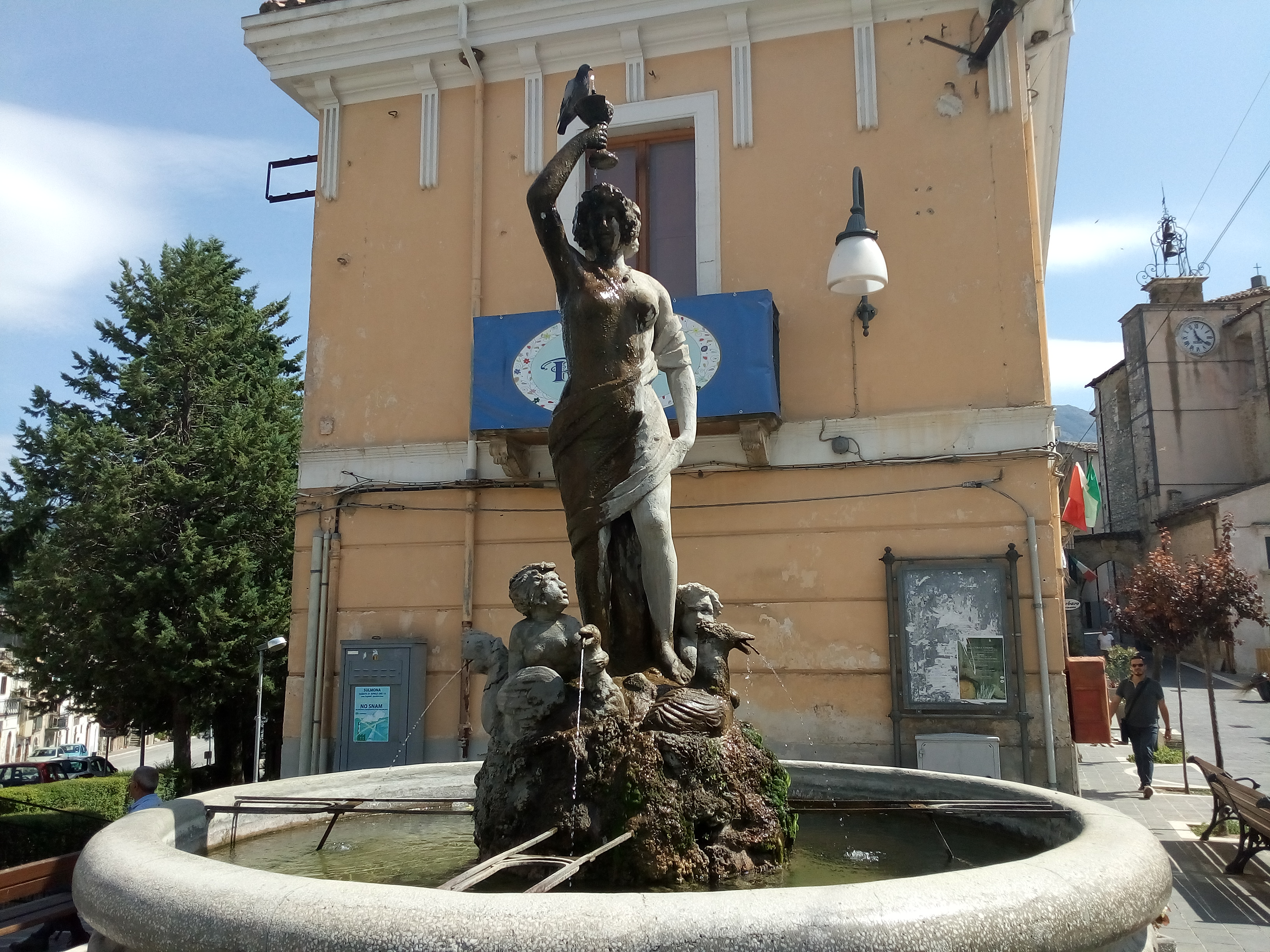
Fontana di Gemma

La prima basilica sorse sulla tomba di San Pelino, vescovo di Brindisi, martire al tempo di Flavio Claudio Giuliano, nel sepolcreto sito nei pressi della città di Corfinium, capitale dei popoli italici insorti contro Roma. La città, risorta in età longobarda con il nome Valva, fu poi definitivamente distrutta dalle incursioni di Saraceni e Ungari. L'antica Corfinium assunse in seguito il nome di Pentima, che conservò fino al 1927; nel 1928 il borgo di Pentima fu ribattezzato Corfinio in onore della gloriosa capitale italica.

### I murgini

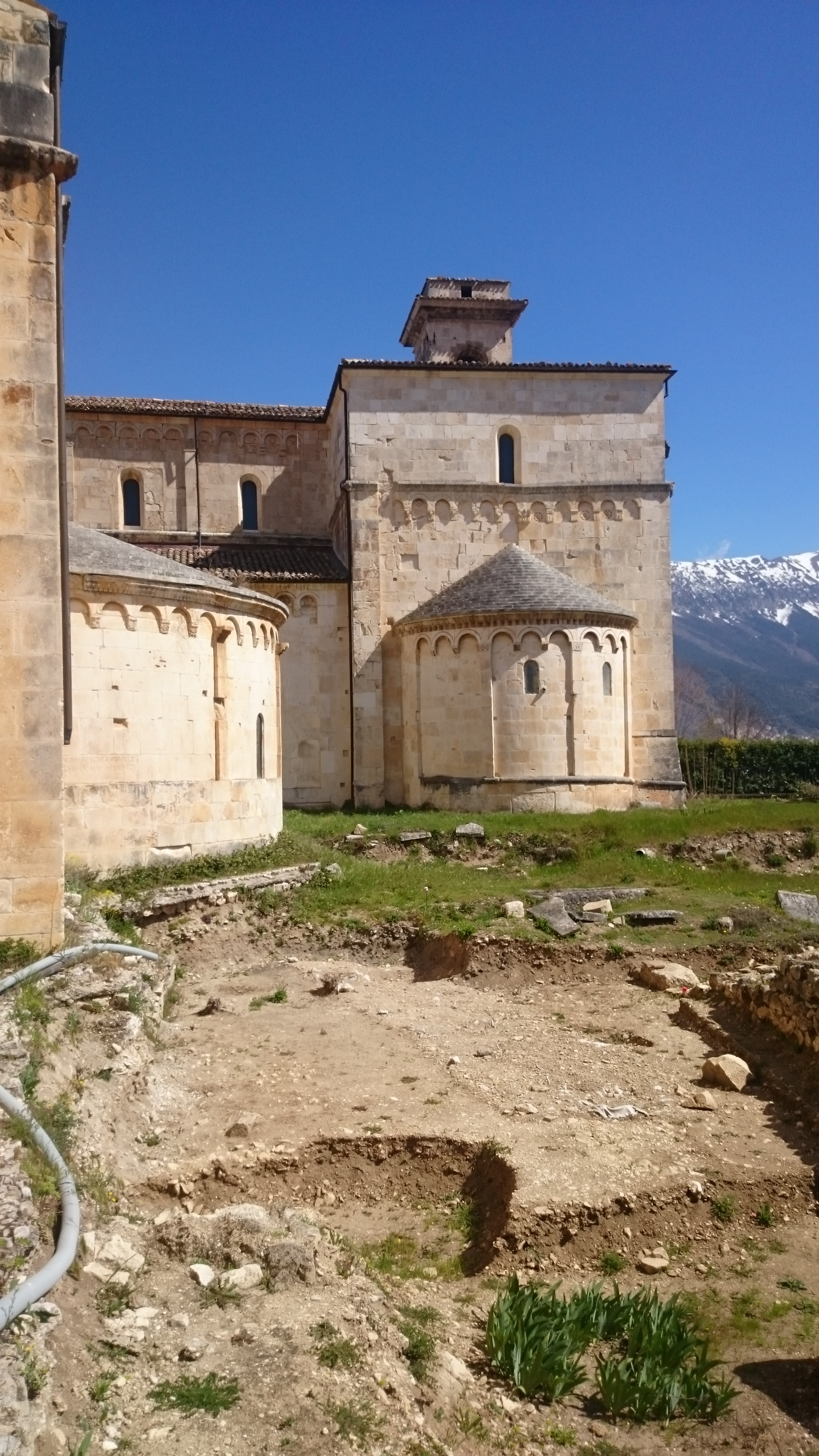
Resti romani presso la basilica valvense

Sono monumenti funebri romani del II secolo, costruiti a torre con camera mortuaria. Si trovano vicino alla basilica di San Pelino. Sono chiamati "murgini" perché in dialetto Corfiniese morgia significa pietra. Ciò è confermato da una lapide commemorativa presso la seconda tomba minore. I due blocchi in ciottoli di pietra hanno pianta a torre, e il maggiore presenta ancora il vano centrale per la sepoltura, mentre il secondo assume la classica forma di monolite. In origine i due sepolcri dovevano essere assai decorati, ma le spoliazioni compiute dalla caduta di Roma al Medioevo per la costruzione della nuova città, e i vari terremoti, hanno compromesso nei secoli i due monumenti.

### Eremo di San Terenziano
Risale al XIII secolo, quando giunse in zona Pietro da Morrone. Nel secolo successivo venne ampliato e fortificato in una pianta quadrangolare. Si trova su un'altura sopra Corfinio. È menzionato in documenti del 1522 e del 1819, quando fu visitato dal vescovo Tiberi. Nel Novecento è stato progressivamente abbandonato, fino a progetti attuali per un recupero. L'edificio ha pianta quadrata con un rialzo al centro usato come torre di controllo. Si articola su tre livelli, il piano terra per la chiesa, il superiore per uso abitativo e il seminterrato per le sepolture rupestri, nucleo originario del romitorio medievale. L'interno è ad aula ellittica interrotta da un vano di accesso, con presbiterio rettangolare, in modo che l'area risulti una croce greca con due cappelle laterali. La chiesa interna ha aspetto settecentesco, poiché restaurato dopo il 1706, scandita da ordine di paraste binate, fasciata da alta trabeazione. Gli altari interni erano dedicati a Santa Monica e San Martino. La sommità, oltre alla torre, è coperta da cupola ellittica, celata da un tiburio con finestre a ellisse.

### Piazza del teatro romano
La piazza del Teatro (dove si trova la chiesa di San Martino) conserva la pianta ad ellisse, e agli angoli si trovano i bastioni del teatro, che ora servono come contrafforti delle case medievali. Il teatro fu costruito dopo la conquista di  Corfinium nel I secolo a. C.,aveva un diametro di 75 metri e una capienza di circa 4000 posti. Dopo il terremoto il teatro, in parte ancora esistente, fu smontato e una lapide è stata posta all'esterno della basilica vslvense, che recita T. MITTIUS P(ublius) F(ilius) CELER. IIIIVIR QUINQ(ennalis) THEATRUM. MUNDUM. GRADUS. FACENDOSI. CURAVIT.

### Chiesa madre di San Martino

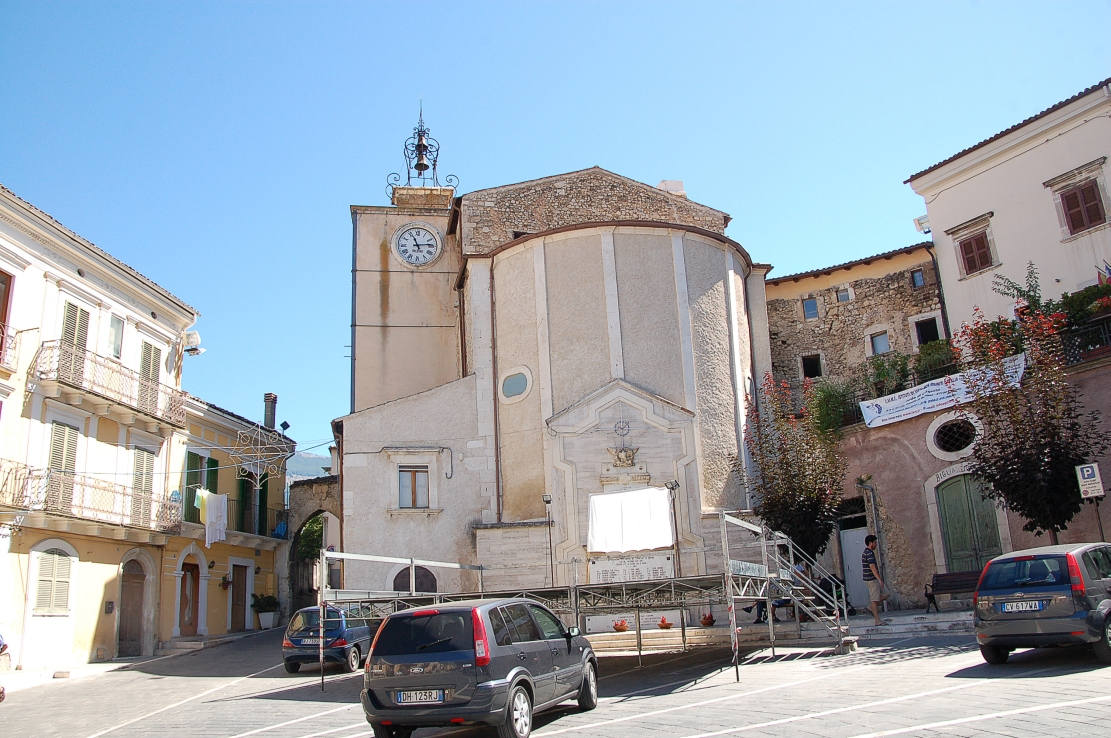
Piazza del Teatro con la chiesa di San Martino

Sorta presso il teatro romano, risale attualmente al restauro del 1489, con lievi modifiche apportate dopo il terremoto del 1706. Il portale tardo romanico della facciata è quattrocentesco, costruito seguendo il modello di Casauria, su un piccolo basamento in pietra poggiano gli stipiti, con mostra piegata orizzontalmente in basso. Nella cimasa dei due pilastri compaiono motivi decorativi vegetali e geometrici, come nel portale di San Clemente a Casauria. Sulla trabeazione è scolpita una croce a foglie di palma alternate con quattro fiori. L'interno è barocco, a navata unica. Il campanile è una robusta torre usata anche come orologio, a partire dall'800.

### Chiesa di Santa Maria del Soccorso
Seconda chiesa del centro, è del XVI secolo, anche se oggi è quasi completamente tardo-barocca dopo il terremoto del 1706. La facciata a capanna, con semplice paramento murario, è inquadrata da lesene angolari in pietra concia, e in alto da una cornice a architrave triangolare. Il portale è del 1540, unico elemento originale, scolpito con stipiti modanati e ornati dallo stemma di San Bernardino e cherubini che reggono festoni di fiori. L'interno a navata unica è piuttosto semplice, con abside centrale, e coperto da volta a botte lunettata. Presso l'altare c'è una tela settecentesca della Madonna del Soccorso.

### Palazzo De Petris - Galli Zugaro
In Largo de Petris, risale al XVII secolo, costruito come residenza gentilizia dei conti De Petris e in seguito passato alla famiglia dei baroni Galli Zugaro. La facciata intonacata conserva il portale in pietra ad arco, con mensole d'imposta su piedritti e concio sagomato. Sopra vi è lo stemma della famiglia Galli Zugaro, a destra è presente un passaggio coperto archivoltato, con piedritti a blocchi di pietra squadrati e mensole d'imposta. Alle semplici finestre quadrotte del piano terra, si contrappongono quelle della porzione superiore, con cornici in pietra. L'ingresso interno è preceduto da un ampio scalone.

### Palazzo Carusi-Colella
L'edificio ottocentesco in via Valva insiste su una preesistente struttura del tardo XVI secolo, fatta costruire come residenza privata da mons. Francesco Caruso (o Carusi), vescovo di Valva e Sulmona dal 1585 al 1593, erudito, poeta ed amico personale di Torquato Tasso. Fu in seguito abitata dalla famiglia del presule e dai loro discendenti, per poi passare al nobiluomo e giureconsulto Giuseppe Colella come dote matrimoniale della consorte Vincenza Carusi. Le armi gentilizie del prelato, riportate anche su un portale adiacente al palazzo della corte vescovile (attuale Municipio), sono visibili sul grande arco stemmato che immette nel cortile interno, come pure sull’architrave in pietra del portone principale.

### Area archeologica "Don Nicola Colella"

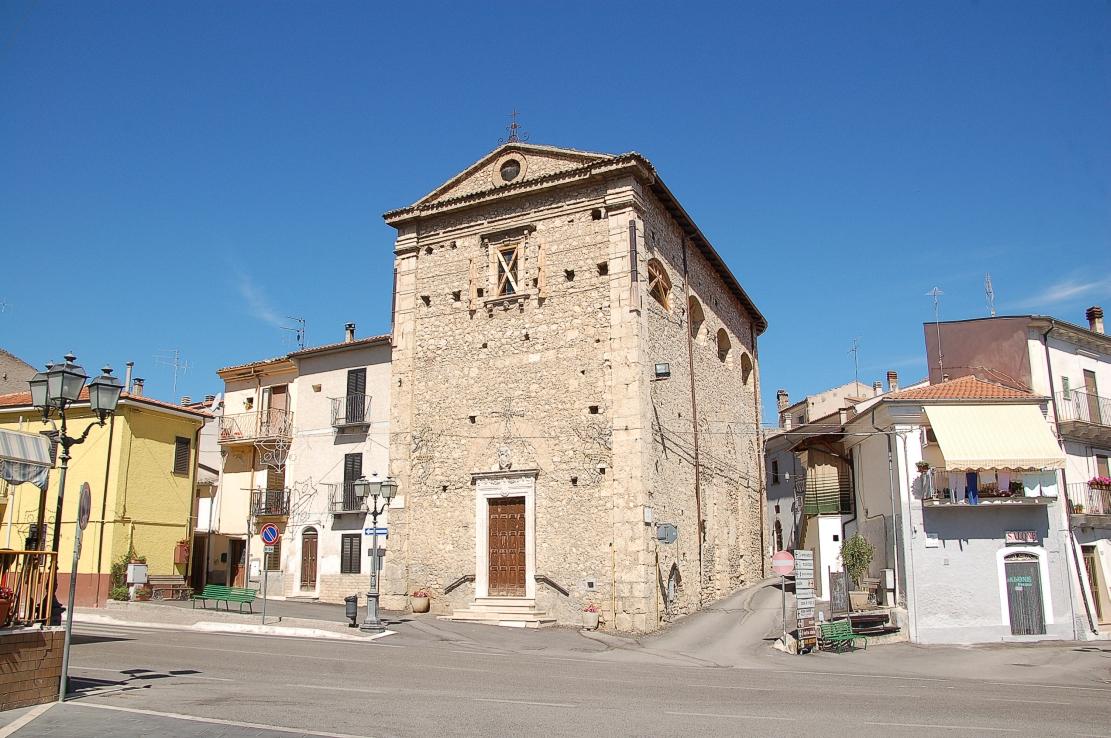
Chiesa del Soccorso

Grazie alle indagini ottocentesche di Antonio De Nino e di don Nicola Colella, nelle zone di San Giacomo, San Pelino e Sant'Ippolito sono stati rinvenuti reperti provenienti dalla città italica di Corfinium. 
- Piano San Giacomo: zona della Civita, sono stati scoperti resti di marciapiedi, portici, pavimenti in mosaico. Il tessuto urbano è del II secolo prima di Cristo. Zone come le terme e le domus sono del secolo successivo, quando la città fu trasformata allo stile romano. Vi sono pavimenti in mosaico policromo, un ninfeo in mosaico di pasta vitrea, il peristilo di questa domus era ornato da stucchi e affreschi sul soffitto. Accanto alla domus ci sono le terme con le colonnine dell'intercapedine che permetteva il passaggio al calidarium.
- Area del tempio italico: presso la strada provinciale per Pratola Peligna, si trova il santuario del I secolo. Si vedono il podio, il sacellum a mosaico. Gli oggetti votivi come statuette sono conservate nel museo archeologico civico.

### Palazzo Colella
Nel Palazzo Colella del XVII secolo, ha sede il Museo civico archeologico Antonio De Nino.

## Società

### Evoluzione demografica
Abitanti censiti

## Cultura

### Musei

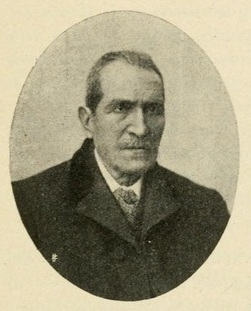
Antonio De Nino, il filologo pratolano che scoprì l'antica Corfinium

Il Museo civico archeologico Antonio De Nino è dedicato al filologo pratolano che nell'800 si prodigò per la cultura romana in Abruzzo, compiendo vari scavi archeologici nella valle Peligna. Il museo conserva i reperti romani rinvenuti presso la basilica di San Pelino, ossia monete e vasi.

## Infrastrutture e trasporti
Il Comune è interessato dalle seguenti direttrici stradali:
- Strada statale 479 Sannite;
- Strada statale 17 dell'Appennino Abruzzese ed Appulo-Sannitico;
- Strada statale 5 Via Tiburtina Valeria.

## Amministrazione
| Periodo           | Periodo           | Primo cittadino    | Partito                                     | Carica  | Note                 |
| ----------------- | ----------------- | ------------------ | ------------------------------------------- | ------- | -------------------- |
| 23 aprile 1995    | 12 giugno 1999    | Pelino Marrama     | Lista civica di centro-sinistra             | Sindaco | [ 10 ]               |
| 13 giugno 1999    | 13 giugno 2004    | Mauro Colella      | Lista civica                                | Sindaco | [ 11 ]               |
| 14 giugno 2004    | 20 settembre 2020 | Massimo Colangelo  | Lista civica Unione civica - Nuova Corfinio | Sindaco | [ 12 ] [ 13 ] [ 14 ] |
| 21 settembre 2020 | in carica         | Romeo Contestabile | Lista civica Corfinium rinasce              | Sindaco | [ 15 ]               |